# Konijnenmesturntje
Het konijnenmesturntje (Podosordaria tulasnei) is een schimmel behorend tot de familie Xylariaceae. Het leeft saprotroof voor op uitwerpselen van haas/konijn.

## Kenmerken
Vruchtlichamen (Stromata) hebben een zichtbaar deel van 2 tot 3 mm groot. Ze hebben een langwerpige steel. Ze lijken op die van Poronia, maar zijn zwart gekleurd. De perithecia steken uit en staan op een langer steeltje. Het peridium is zwart va kleur en 30-40 µm dik. Asci zijn 8-sporig, cilindrisch en hebben een lange geleidelijk taps toelopende steel, zijn dikwandig maar niet gespleten en meten 180-250 × 20-22 (-24 µm). De top van de ascus heeft een ringstructuur die blauw kleurt in jodium (amyloïde). De ascosporen zijn in de ascus eenzijdig gerangschikt. De ascosporen zijn vaak glad, ellipsoide, met een rechte kiemspleet die over de hele spore uitsteekt en meten 22-26,5 × 14-16 µm.

## Verspreiding
Het konijnenmetsurntje is een Europese soort.(en) 
In Nederland komt het vrij zeldzaam voor. Het komt met name voor in de kustduinen. Het staat niet op de rode lijst en is niet bedreigd.

## Foto's

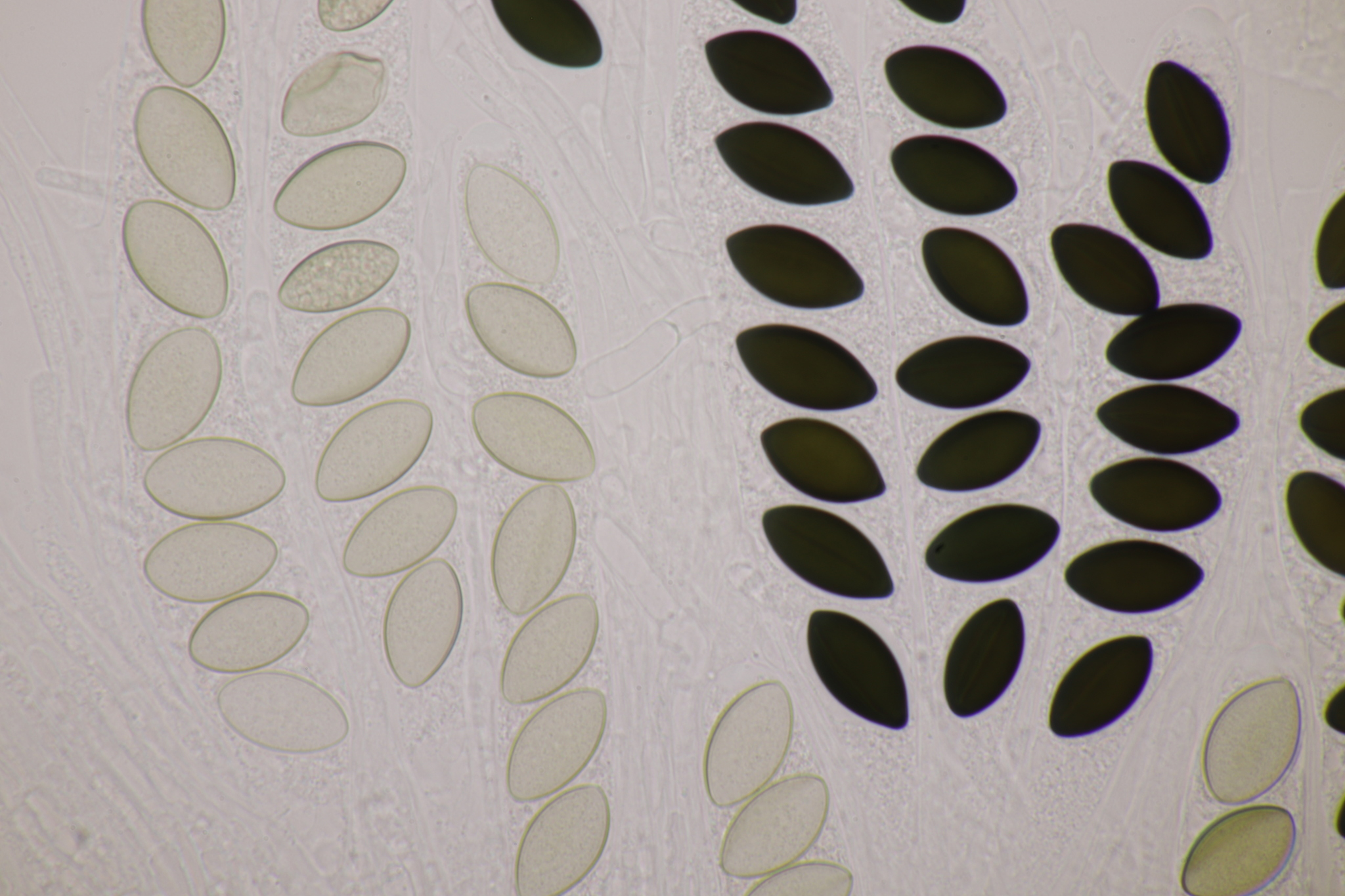
Asci met ascosporen
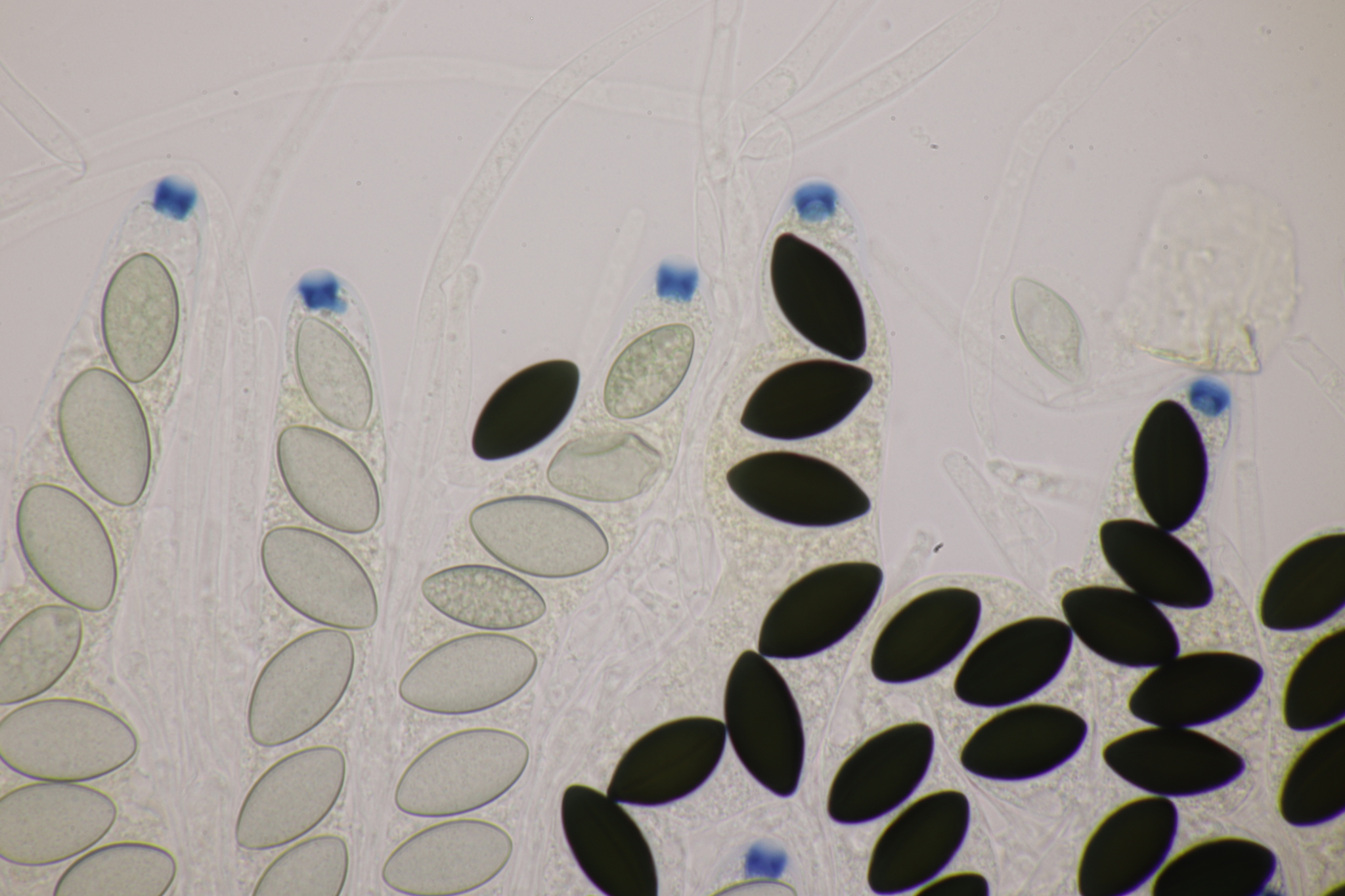
Asci met blauw gekleurde apex
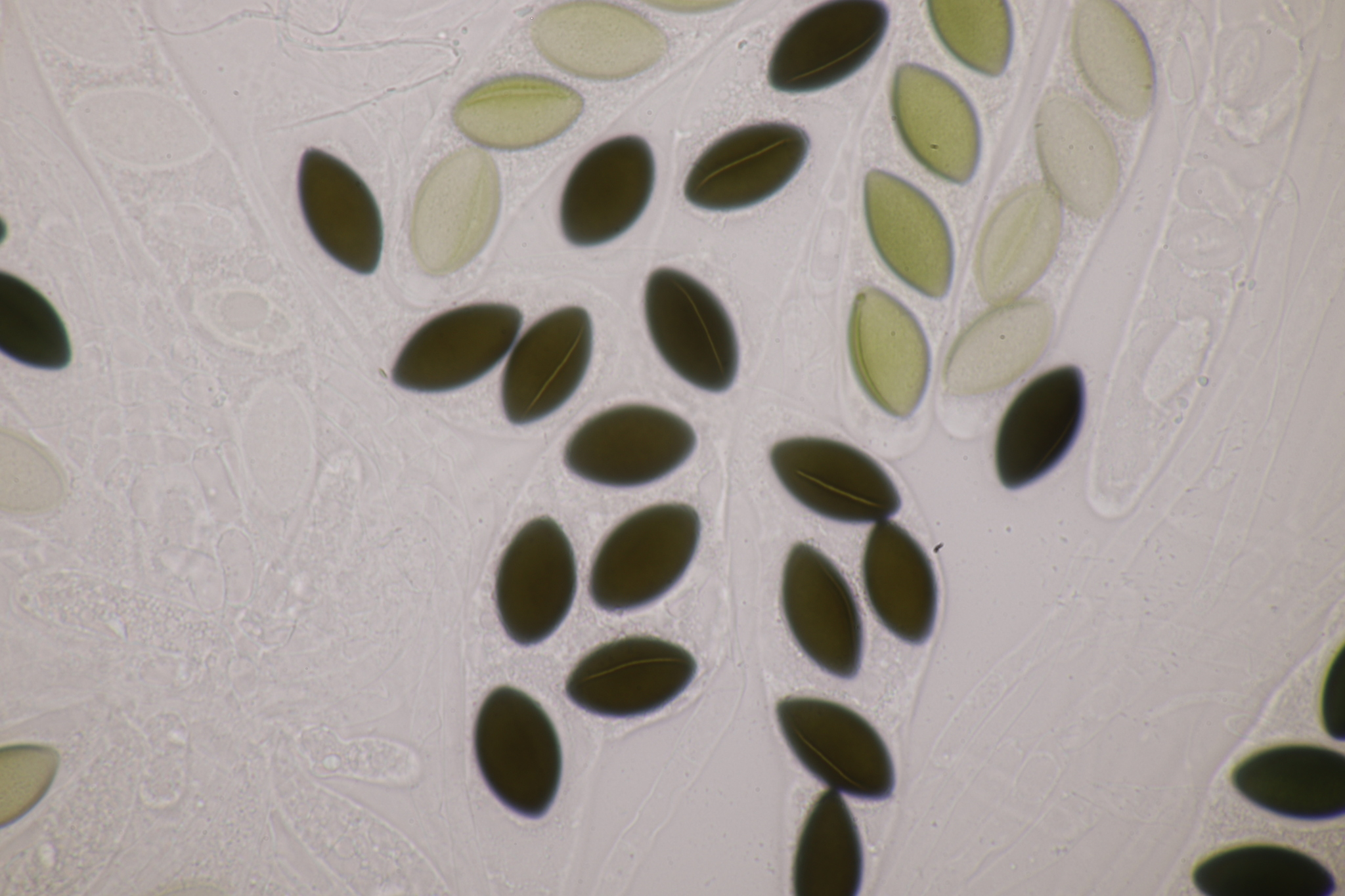
Sporen met kiemspleet